# Lubomyr Wynar
Lubomyr-Roman Iwanowycz Wynar (ukr. Любомир-Роман Іванович Винар, ur. 16 grudnia 1931 we Lwowie, zm. 16 kwietnia 2017 w USA) – ukraiński historyk, członek rzeczywisty Towarzystwa Naukowego im. Szewczenki, naczelnik rady naukowej Światowego Kongresu Ukraińców, członek rady naukowej czasopisma Ukrajinśkyj istorycznyj żurnał. Doktor honoris causa Czerniowieckiego Uniwersytetu Narodowego im. Jurija Fedkowycza.
Ukończył studia na uniwersytecie monachijskim oraz na Wolnym Uniwersytecie Ukraińskim. 

## Literatura
- Алла Атаманенко. Помер д-р Любомир Роман Винар. „Свобода”. 28 kwietnia 2017. (ukr.)
- А. І. Жуковський, А. Є. Атаманенко: Винар Любомир Іванович [w:] Енциклопедія сучасної України : у 30 т. / ред. кол. І. М. Дзюба [та ін.] ; НАН України, НТШ, Координаційне бюро енциклопедії сучасної України НАН України, T. 4: К. 2005, s. 407. ISBN 966-02-3354-X. (ukr.)
- О. С. Рубльов: Винар Любомир Роман [w:] Енциклопедія історії України, у 10 т. / редкол.: В. А. Смолій (голова) та ін. ; Інститут історії України НАН України, К. : Наук. думка 2003, T. 1 : А — В, s. 509. ISBN 978-966-00-0734-5. (ukr.)